# الحصن الأبيض (جحانة)

تعديل مصدري - تعديل

الحصن الأبيض هي إحدى قرى عزلة اليمانية السفلى بمديرية جحانة التابعة لمحافظة صنعاء، بلغ تعداد سكانها 1884 نسمة حسب تعداد اليمن لعام 2004.